# Swap towarowy
Swap towarowy (ang. commodity swap) – kontrakt wymiany cen towarów, jeden z podstawowych instrumentów pochodnych na rynku towarowym. Jest to umowa, na podstawie której dwie strony wypłacają sobie wzajemnie wartość określonej ilości towaru, wyliczoną według dwu różnych cen. Cena ta może być określona jako:
- stawka stała, ustalona z góry w momencie zawierania transakcji,
- stawka zmienna, czyli cena rynkowa w określonym momencie w przyszłości bądź średnia z takich cen.

Wyróżnia się następujące rodzaje swapów towarowych:
- fixed-float gdzie płatność jednej ze stron jest wyliczana według stawki stałej, zaś drugiej strony według stawki zmiennej,
- float-float gdzie płatność obydwu stron jest wyliczana według różnych stawek zmiennych.